# Ceillac
Ne doit pas être confondu avec Seillac.
Ceillac est une commune française située dans le département des Hautes-Alpes, en Provence-Alpes-Côte d'Azur. Partie du parc naturel régional du Queyras, elle se situe à environ 80 km de Gap, préfecture du département. Le village est situé à 1 640 m d'altitude.
Ses habitants sont appelés les Ceillaquins.

## Géographie

### Localisation

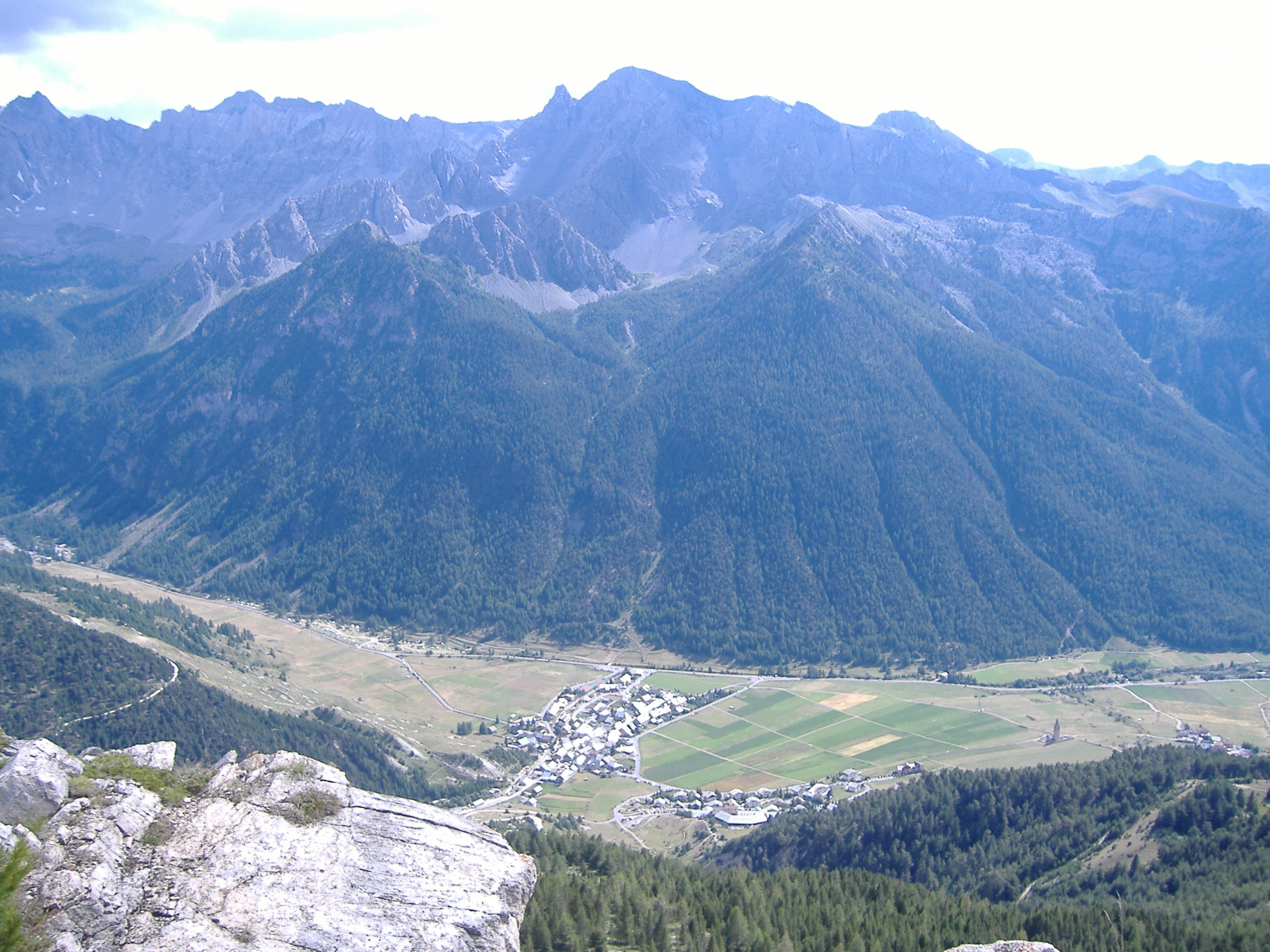
Vue aérienne de la vallée de Ceillac / Celhac ; au fond de la vallée le village.

La vallée de Ceillac est une vallée façonnée par les glaciers et traversée par un affluent du Guil, le Cristillan. En dehors du village principal, Ceillac comprend plusieurs hameaux : la Clapière, le plus proche du village, le Pont de pierre, l'Ubac de l'aval, le Villard, le Tioure, les Chalmettes et la Riaille.
Ceillac est directement accessible à la sortie des gorges du Guil. Le village atteint, la route poursuit son chemin sur 5 km pour s'arrêter au fond de la vallée du Mélézet à Chaurionde, petit plateau suspendu à 2 000 m d'altitude. Du bourg, part une autre route, longue celle-ci de 8 km ; elle dessert la vallée du Cristillan, le cours d'eau principal de la vallée qui traverse le chef-lieu.

### Géologie et relief
La vallée de Ceillac se situe à cheval sur deux zones géologiques bien distinctes : 
- la zone dite briançonnaise, essentiellement calcaire et qui compose les reliefs les plus escarpés de la commune ;
- la zone dite piémontaise, correspondant à l'ancien fond océanique de l'océan alpin, composée de schistes lustrés et d'ophiolites (ou roches vertes).

La vallée du Mélézet, en zone briançonnaise, est  délimitée par de grands sommets dépassant souvent les 3 000 m d'altitude. Le pic nord de la Font-Sancte (3 385 m) est le point culminant de la commune. On trouve également : le pic des Heuvières (3 271 m), la Tête de la Petite Part (3 144 m), le sommet de la crête des Veyres (3 202 m), les rochers de l'Eissassa (3 048 m) et la pointe de la Saume (3 043 m).
La vallée du Cristillan, dont le fond se situe en zone piémontaise, est délimitée par quelques hauts sommets : le Péouvou (3 232 m), la Roche noire (3 134 m), la Tête de la Cula (3 121 m) et la pointe des Avers (3 089 m).
Deux autres massifs calcaires encadrent la vallée vers l'ouest. Il s'agit du massif d'Assan (2 609 m) et du pic d'Escreins (2 734 m).
L'ensemble du territoire de la commune est réparti sur une tranche altitudinale allant d'environ 1 200 m à 3 385 m.

### Climat
Pour des articles plus généraux, voir Climat de Provence-Alpes-Côte d'Azur et Climat des Hautes-Alpes.
En 2010, le climat de la commune est de type climat de montagne, selon une étude du Centre national de la recherche scientifique s'appuyant sur une série de données couvrant la période 1971-2000. En 2020, Météo-France publie une typologie des climats de la France métropolitaine dans laquelle la commune est exposée à un climat de montagne ou de marges de montagne et est dans la région climatique Alpes du sud, caractérisée par une pluviométrie annuelle de 850 à 1 000 mm, minimale en été.
Pour la période 1971-2000, la température annuelle moyenne est de 5,7 °C, avec une amplitude thermique annuelle de 16,5 °C. Le cumul annuel moyen de précipitations est de 898 mm, avec 6,7 jours de précipitations en janvier et 7 jours en juillet. Pour la période 1991-2020, la température moyenne annuelle observée sur la station météorologique installée sur la commune est de 6,5 °C et le cumul annuel moyen de précipitations est de 791,2 mm. 
La température maximale relevée sur cette station est de 33 °C, atteinte le 23 août 2023 ; la température minimale est de −24 °C, atteinte le 10 février 1986,,.
| Mois                                  | jan.            | fév.           | mars            | avril          | mai            | juin          | jui.          | août          | sep.            | oct.           | nov.          | déc.            | année    |
| ------------------------------------- | --------------- | -------------- | --------------- | -------------- | -------------- | ------------- | ------------- | ------------- | --------------- | -------------- | ------------- | --------------- | -------- |
| Température minimale moyenne (°C)     | −6              | −6,2           | −3,3            | −0,5           | 3,4            | 6,9           | 8,9           | 8,9           | 5,4             | 2,2            | −1,9          | −4,9            | 1,1      |
| Température moyenne (°C)              | −1,2            | −0,9           | 2,2             | 5              | 9,1            | 13            | 15,5          | 15,3          | 11,2            | 7,3            | 2,5           | −0,6            | 6,5      |
| Température maximale moyenne (°C)     | 3,5             | 4,5            | 7,8             | 10,6           | 14,8           | 19,1          | 22            | 21,7          | 17              | 12,4           | 6,9           | 3,7             | 12       |
| Record de froid (°C) date du record   | −22 14.01.1963  | −24 10.02.1986 | −23 06.03.1971  | −14 11.04.1975 | −15 03.05.1979 | −6 03.06.1953 | −2 06.07.1965 | −2 22.08.1954 | −4 27.09.1972   | −10 31.10.1956 | −16 27.11.10  | −21 30.12.1968  | −24 1986 |
| Record de chaleur (°C) date du record | 14,5 09.01.1989 | 16,5 27.02.19  | 19,5 28.03.1989 | 22,5 08.04.11  | 25,5 22.05.22  | 31,6 27.06.19 | 31 31.07.1983 | 33 23.08.23   | 29,3 04.09.1973 | 24 02.10.1997  | 20,2 10.11.15 | 16,7 13.12.1994 | 33 2023  |
| Précipitations (mm)                   | 49,6            | 39,1           | 45,5            | 65             | 72,2           | 82,5          | 63,1          | 63,1          | 71,2            | 92,9           | 86            | 61              | 791,2    |

| Diagramme climatique                                  |             |             |            |             |             |           |             |           |             |           |           |
| J                                                     | F           | M           | A          | M           | J           | J         | A           | S         | O           | N         | D         |
| 3,5−649,6                                             | 4,5−6,239,1 | 7,8−3,345,5 | 10,6−0,565 | 14,83,472,2 | 19,16,982,5 | 228,963,1 | 21,78,963,1 | 175,471,2 | 12,42,292,9 | 6,9−1,986 | 3,7−4,961 |
| Moyennes : • Temp. maxi et mini °C • Précipitation mm |             |             |            |             |             |           |             |           |             |           |           |

Les paramètres climatiques de la commune ont été estimés pour le milieu du siècle (2041-2070) selon différents scénarios d'émission de gaz à effet de serre à partir des nouvelles projections climatiques de référence DRIAS-2020. Ils sont consultables sur un site dédié publié par Météo-France en novembre 2022.

### Voies de communication et transports

#### Voies routières
Ceillac est directement accessible à la sortie des gorges du Guil. Il se situe à 8 km de la Maison du Roy. Le village atteint, la route poursuit son chemin sur 5 km pour s'arrêter au fond de la vallée du Mélézet à Chaurionde, petit plateau suspendu à 2 000 m d'altitude. Du bourg, part une autre route, longue celle-ci de 8 km ; elle dessert la vallée du Cristillan, le cours d'eau principal de la vallée qui traverse le chef-lieu.

## Urbanisme

### Typologie
Au 1er janvier 2024, Ceillac est catégorisée commune rurale à habitat dispersé, selon la nouvelle grille communale de densité à 7 niveaux définie par l'Insee en 2022.
Elle est située hors unité urbaine et hors attraction des villes,.

### Occupation des sols
Le tableau ci-dessous présente l'occupation des sols de la commune en 2018, telle qu'elle ressort de la base de données européenne d’occupation biophysique des sols Corine Land Cover (CLC).
| Type d’occupation                             | Pourcentage | Superficie (en hectares) |
| --------------------------------------------- | ----------- | ------------------------ |
| Tissu urbain discontinu                       | 0,3 %       | 28                       |
| Prairies et autres surfaces toujours en herbe | 1,8 %       | 176                      |
| Systèmes culturaux et parcellaires complexes  | 1,0 %       | 92                       |
| Forêts de conifères                           | 30,2 %      | 2 897                    |
| Pelouses et pâturages naturels                | 22,0 %      | 2 109                    |
| Landes et broussailles                        | 0,5 %       | 48                       |
| Forêt et végétation arbustive en mutation     | 2,3 %       | 225                      |
| Roches nues                                   | 24,4 %      | 2 345                    |
| Végétation clairsemée                         | 17,6 %      | 1 686                    |
| Source : Corine Land Cover                    |             |                          |

## Toponymie
En occitan alpin, la commune se nomme Celhac.
Le toponyme apparaît en 1118 dans une bulle du pape Gélase II confirmant une possession, sous la forme Celiacum.
L'étymologie relèverait, selon l'institut historique de Provence, de l'aire gallo-romaine et viendrait de Cilliacus, Silliacus, Cilius, Silius, des anthroponymes. André Faure parle lui aussi d'un nom, Coelius, associé au suffixe *-acum qui indique la propriété.
Ernest Nègre, 1998, dans Toponymie générale de la France compare ce toponyme à d'autres un peu semblables.

## Histoire

### Préhistoire
La vallée de Ceillac, a semble-t-il, été occupée plusieurs siècles avant Jésus-Christ, comme en témoignent les vestiges de tombes mis au jour dans le quartier de l’Ochette.

### Moyen Âge
Le nom de Ceillac apparaît pour la première fois dans une bulle du pape datant de 1118 (valle Ciliaci). Cette bulle confirmait la possession des églises de Guillestre, Risoul et Ceillac à l’abbaye Saint-André de Villeneuve-lès-Avignon, qui percevait les revenus qui y était attachés.
Après être passé entre les mains de différents puissants seigneurs, Ceillac incombe, dès le XIIIe siècle, à l'archevêque d'Embrun qui demeurera pour de longs siècles le seigneur de Ceillac. Il prélevait des droits sur la mouture, sur les moulins, sur les fours, sur la chasse, sur les troupeaux et une capitation (jusqu'au XIVe siècle). Il avait en plus droit de justice comme tous les seigneurs de cette époque.
L'archevêque avait un officier, un mandataire pour veiller à ses droits, celui-ci pouvant exercer la charge de consul.
Durant plusieurs siècles, le village est dirigé par le consul. Il est élu pour un an lors de l'assemblée générale des habitants se tenant sur la place du village. Il s'occupait des règlements, des amendes, des saisies, de la délimitation, du traçage et de l'entretien des chemins, de la fixation des mesures, de la sécurité (incendie notamment), des fours, des moulins, de la police rurale. Il pouvait, pour des décisions d'importance, convoquer la population en assemblée générale sur la place.
Selon la légende, au lieu dit Pra-Prati se tenait autrefois le rendez-vous des sorciers qui tenaient là leur sabbat.

### XVIIIeetXIXesiècles
Le XVIIIe siècle fut marqué par une suite de calamités : guerres, pillages, incendies, neige en abondance, loups…  Ces malheurs auront d'autant plus de conséquences que le village était alors très démuni avec une population extrêmement pauvre comptant nombre d'indigents.
La Révolution française fut bien accueillie car elle marqua la fin des démêlés avec l'archevêque, les droits seigneuriaux étant abolis.
Les conditions de vie s'avérant très difficiles, le XIXe siècle voit un exode rural massif des Ceillaquins. La commune passe ainsi de 921 habitants en 1831 à 380 habitants en 1900. Le village est en grande partie dévasté par les incendies de 1888 et 1889.

### DuXXesiècleà nos jours
Lentement, le progrès arrive et le village sort peu à peu de sa quasi-insularité. Après le téléphone installé pour et par l'armée, c'est l'électricité qui est dispensée par l'usine construite par la commune en 1928. Par la route étroite et chaotique, arrivent les premières voitures. On consulte plus souvent le médecin, les femmes commencent à accoucher à la maternité. Quelques enfants partent « aux études » et pas seulement au séminaire qui reste pourtant la seule école supérieure gratuite. L'eau potable est arrivée dans chaque maison. C'en est fini des va-et-vient continus à la fontaine, dans la neige et le froid, pour aller chercher l'eau des bêtes et des gens.
Dans la nuit du 13 juin 1957, de terribles inondations surviennent qui auraient pu anéantir le village à jamais, et la catastrophe s'étend à tout le Queyras et aux vallées voisines. Un vaste mouvement de solidarité et l'acharnement de quelques-uns transforment en électrochoc salutaire ce qui aurait pu provoquer la mort de cette petite commune de montagne. En janvier 1978, deux des hameaux de Ceillac, Le Villard (1 830 m) et La Thioure (1 844 m) furent détruits par une avalanche. Ainsi la chapelle Saint-Barthélémy à La Thioure, mentionnée dès 1547, fut rasée. Le hameau du Villard fut toutefois progressivement reconstruit.
Le remembrement agricole évolue et devient le premier « remembrement aménagement » qui, outre la restructuration du foncier agricole, prend en compte la création d'un lotissement où devaient être reconstruites les maisons du village qu'on croyait alors condamnées. Deux fils neige offerts à la commune et un petit téléski construit par dix habitants du village : ce sont les premières remontées à Ceillac.
Philippe Lamour, avocat et journaliste, ce père de la politique française de l'aménagement du territoire a accepté de prendre en main en 1965 les destinées du village. Pour conduire le renouveau, il crée dans le Queyras l'un des premiers syndicats intercommunaux à vocations multiples, les sociétés d'intérêt collectif agricole dirigées par Alfred Moyrand, l'une chargée de la création du parc immobilier, l'autre de la création et de la gestion des remontées mécaniques. Il crée également le parc naturel régional du Queyras, l'association pour la Grande Traversée des Alpes…
Le dynamisme se traduit par l’installation de jeunes actifs venus de l’extérieur, ce qui demande la construction d’une nouvelle école. Les reportages sont nombreux qui saluent cet exemple de rénovation rurale. À côté des équipements destinés à l'accueil touristique, on construit une bergerie collective d'été, un réseau d'irrigation par aspersion, on crée une foire aux moutons et on entreprend un programme conséquent de restauration du patrimoine bâti de la commune qui se poursuit encore. En mars 1983, on inaugure la Poste de Ceillac.
La municipalité élue en 2001, met à niveau, avec le concours déterminant du conseil général, ses équipements liés à la pratique du ski alpin : remontées mécaniques, neige de culture et téléskis. Elle construit également un réseau d’assainissement avec une station d’épuration compatible avec l'image du parc et définit un Plan local d’urbanisme qui remplace le POS de 1976 avec la volonté affichée de respecter, de mettre en valeur son cadre naturel et de développer modérément et avec intelligence la station par une offre touristique diversifiée.

## Politique et administration

### Liste des maires
| Période                                  | Période      | Identité          | Étiquette | Qualité                                   |
| ---------------------------------------- | ------------ | ----------------- | --------- | ----------------------------------------- |
| Les données manquantes sont à compléter. |              |                   |           |                                           |
| 1965                                     | 1983         | Philippe Lamour   |           |                                           |
| 1983                                     | 1995         | Antoine Reynaud   |           |                                           |
| 1995                                     | 2001         | Célestin Fournier |           |                                           |
| 2001                                     | 2008         | Jean-Claude Carle |           |                                           |
| mars 2008                                | mars 2014    | Célestin Fournier |           |                                           |
| avril 2014                               | juillet 2020 | Christian Grossan |           | Retraité de la fonction publique          |
| juillet 2020                             | En cours     | Émile Chabrand,   |           | Chef d'entreprise de dix salariés ou plus |

### Intercommunalité
Ceillac fait partie : 
- de 2000 à 2017, de la communauté de communes du Queyras ;
- depuis le 1er janvier 2017, de la communauté de communes du Guillestrois et du Queyras.

## Population et société

### Démographie

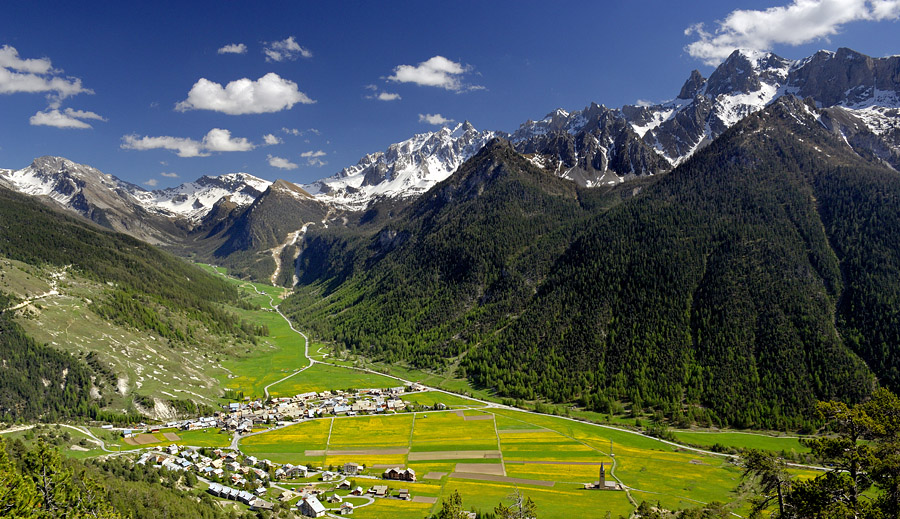

La commune de Ceillac recense 300 habitants permanents, la population pouvant en saison monter à 3 000 habitants, en comptant les deux campings de la vallée.

L'évolution du nombre d'habitants est connue à travers les recensements de la population effectués dans la commune depuis 1793. Pour les communes de moins de 10 000 habitants, une enquête de recensement portant sur toute la population est réalisée tous les cinq ans, les populations de référence des années intermédiaires étant quant à elles estimées par interpolation ou extrapolation. Pour la commune, le premier recensement exhaustif entrant dans le cadre du nouveau dispositif a été réalisé en 2007.

En 2022, la commune comptait 271 habitants, en évolution de −7,51 % par rapport à 2016 (Hautes-Alpes : +0,4 %, France hors Mayotte : +2,11 %).
| 1793 | 1800 | 1806 | 1821 | 1831 | 1836 | 1841 | 1846 | 1851 |
| ---- | ---- | ---- | ---- | ---- | ---- | ---- | ---- | ---- |
| 958  | 732  | 818  | 898  | 921  | 889  | 841  | 801  | 705  |

| 1856 | 1861 | 1866 | 1872 | 1876 | 1881 | 1886 | 1891 | 1896 |
| ---- | ---- | ---- | ---- | ---- | ---- | ---- | ---- | ---- |
| 738  | 668  | 637  | 626  | 584  | 556  | 577  | 505  | 415  |

| 1901 | 1906 | 1911 | 1921 | 1926 | 1931 | 1936 | 1946 | 1954 |
| ---- | ---- | ---- | ---- | ---- | ---- | ---- | ---- | ---- |
| 376  | 344  | 322  | 294  | 273  | 254  | 249  | 221  | 224  |

| 1962 | 1968 | 1975 | 1982 | 1990 | 1999 | 2006 | 2007 | 2012 |
| ---- | ---- | ---- | ---- | ---- | ---- | ---- | ---- | ---- |
| 202  | 208  | 234  | 292  | 289  | 276  | 294  | 297  | 298  |

| 2017 | 2022 | - | - | - | - | - | - | - |
| ---- | ---- | - | - | - | - | - | - | - |
| 292  | 271  | - | - | - | - | - | - | - |

### Enseignement
Ceillac dépend de l'académie d'Aix-Marseille. Les élèves de la commune commencent leur scolarité à l'école primaire du village, qui accueille 30 enfants.

### Cultes
La paroisse catholique de Ceillac dépend du diocèse de Gap et d'Embrun. La commune compte deux églises, l'une dans le village, l'église Saint-Sébastien, l'autre dans le hameau de la Clapière, tout proche, l'église Sainte-Cécile.

### Sports
L'hiver, il est possible de pratiquer le ski alpin, le ski de fond, le ski de randonnée ainsi que les raquettes à neige et la promenade sur la neige (pistes balisées à cet effet). Ceillac possède aussi des cascades de glace réputées pour être souvent dans de bonnes conditions et faciles d'accès.
- Domaine alpin : 22 km de pistes, 15 pistes (5 vertes, 2 bleues, 7 rouges, 1 noire), 6 remontées mécaniques (1 télésiège et 5 téléskis).
- Domaine de fond : 50 km de pistes, 9 pistes (2 vertes, 3 bleues, 1 rouge, 2 noires, 1 orange).
- Raquettes et piétons : 32 km de pistes d'itinéraires piétons et raquettes, 4 pistes.

L'été, la randonnée pédestre  y est reine pour découvrir, les 4 lacs d'altitude dont les fameux lacs Sainte-Anne et Miroir, des cols et des sommets faciles d'accès. D'ailleurs le "Tour du Queyras" (GR58) et le GR 5  y passent.  Quelques randonnées plus sportives peuvent conduire à des sommets moins fréquentés. De petites courses d'alpinisme facile à la journée existent. Un site réputé pour les amateurs de vol à voile est utilisé de mai à octobre.

## Économie
En quelques décennies, l’activité économique de la vallée est passée d’une mono-activité agricole essentiellement vivrière, à une quasi mono-activité touristique, si l’on excepte un artisanat du bâtiment traditionnel important, en partie saisonnier. 

## Culture locale et patrimoine

### Lieux et monuments
Le village compte deux églises, toutes deux classées. L’une, avec un très beau clocher en bois à six cloches, se trouve au centre du village, l’autre est proche du hameau de la Clapière. En dehors du village, 12 chapelles sont construites, proches des différents hameaux.
On peut voir nombre de maisons typiques qui ont conservé leur architecture traditionnelle, avec un soubassement en pierres, des fustes (bâti constitué d’un empilement de troncs à peine équarris) et une charpente en mélèze.
- Église Sainte-Cécile (XIVe – XVe siècles)[27],[28]
- Église Saint-Sébastien[29],[30],[31], qui comporte un clocher-mur
- Chapelle de l'Immaculée-Conception de Ceillac.
- Chapelle Saint-Antoine-de-Padoue de Ceillac.
- Chapelle Saint-Bernard de Pied du Mélezet.
- Chapelle Sainte-Anne du lac Sainte-Anne.
- Chapelle Sainte-Barbe du Villard.
- Chapelle Sainte-Marie-Madeleine de la Riaille.
- Chapelle Saint-Michel de Cime-du-Mélezet.
- Chapelle Saint-Ours de Rabinoux.
- Chapelle Saint-Roch des Chalmettes.
- Chapelle Saint-Barthélémy du Tioure.
- Chapelle Saint-Jean-Baptiste du Bois-Noir.
- Chapelle Saint-Pierre-et-Saint-Paul de Rioufenc.
- Chapelle des Pénitents (musée du Temps), à côté de l'église Saint-Sébastien
- Maison-Fournier

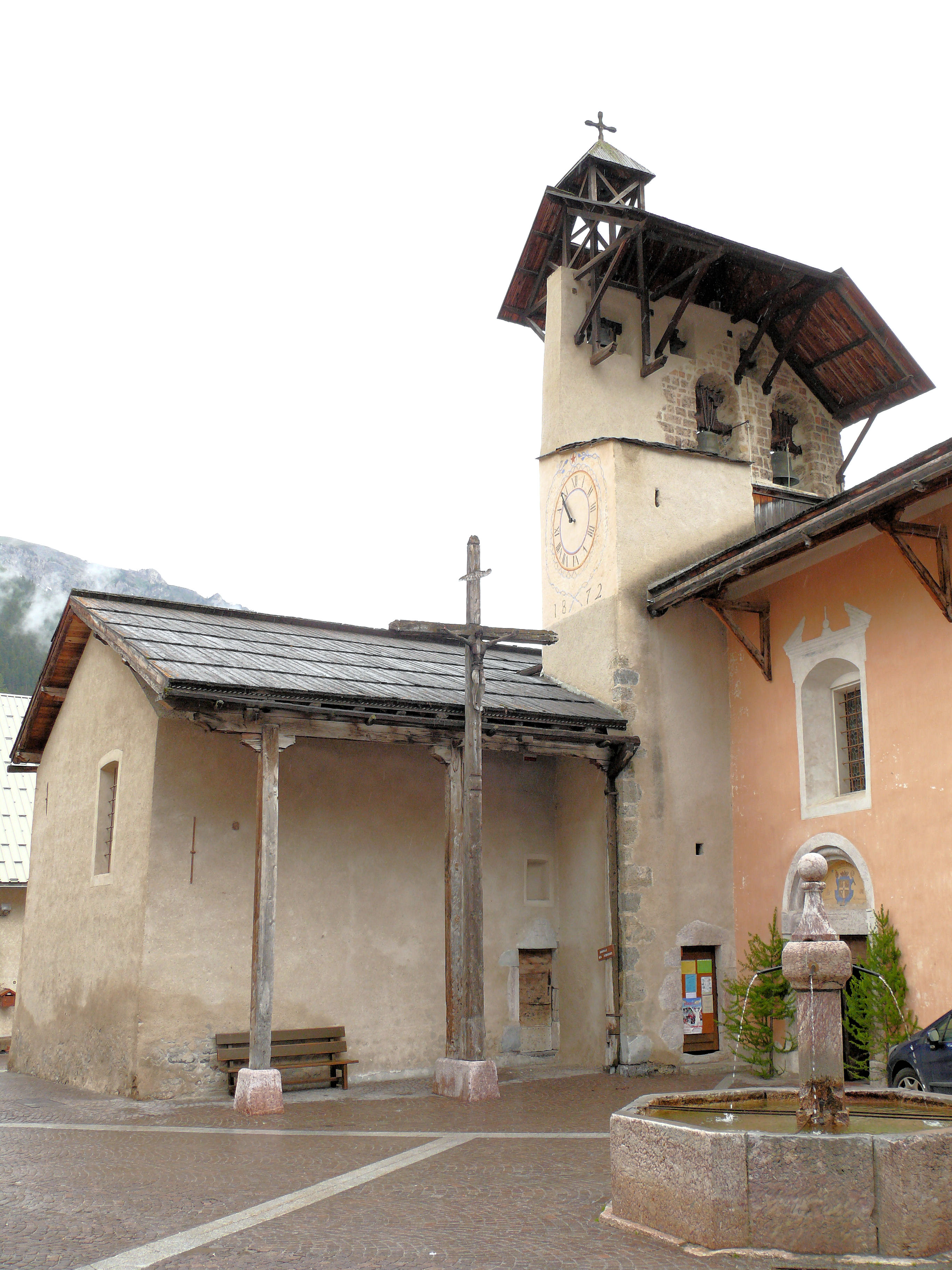
Église Saint-Sébastien et chapelle des Pénitents.
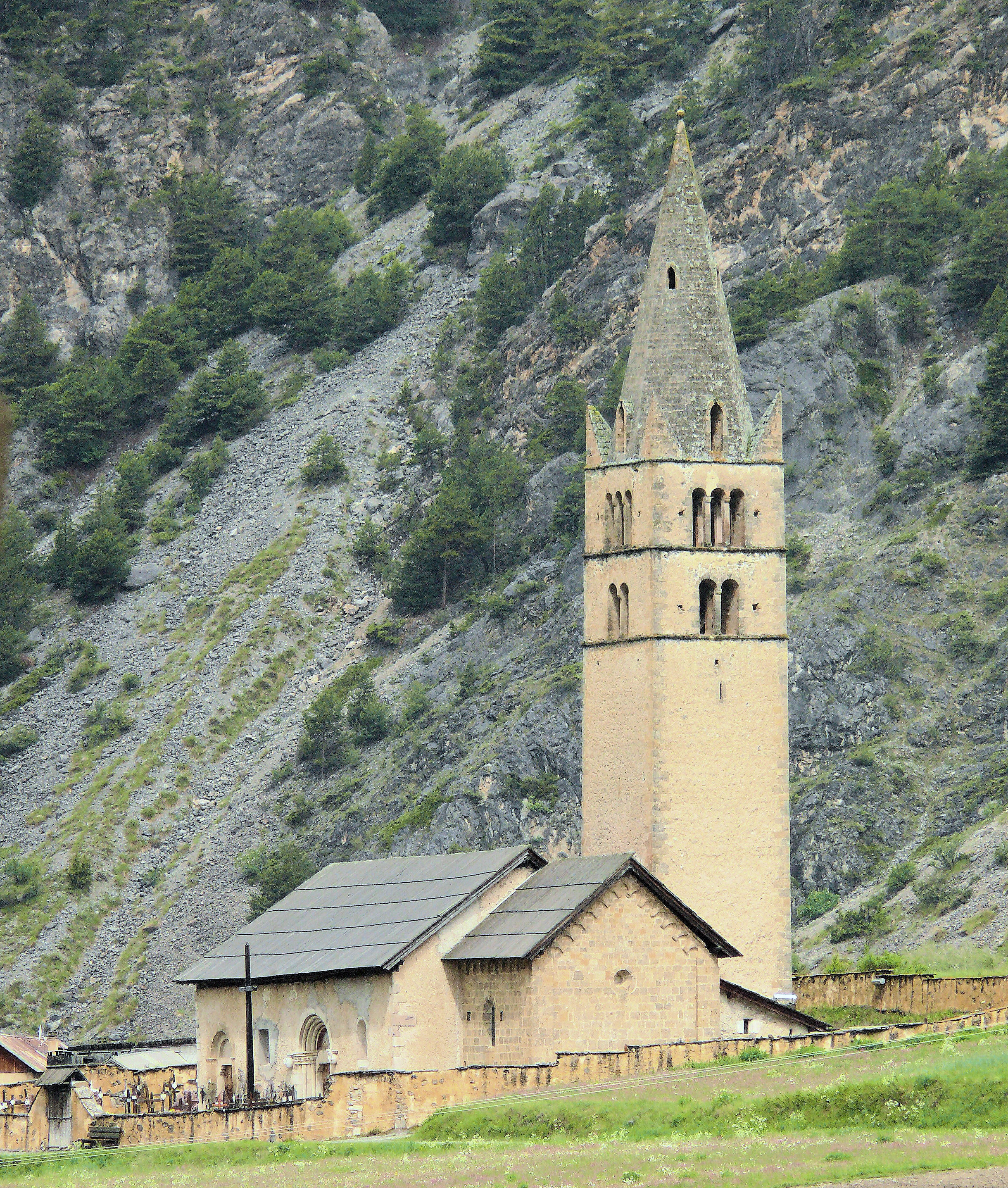
Église Sainte-Cécile.
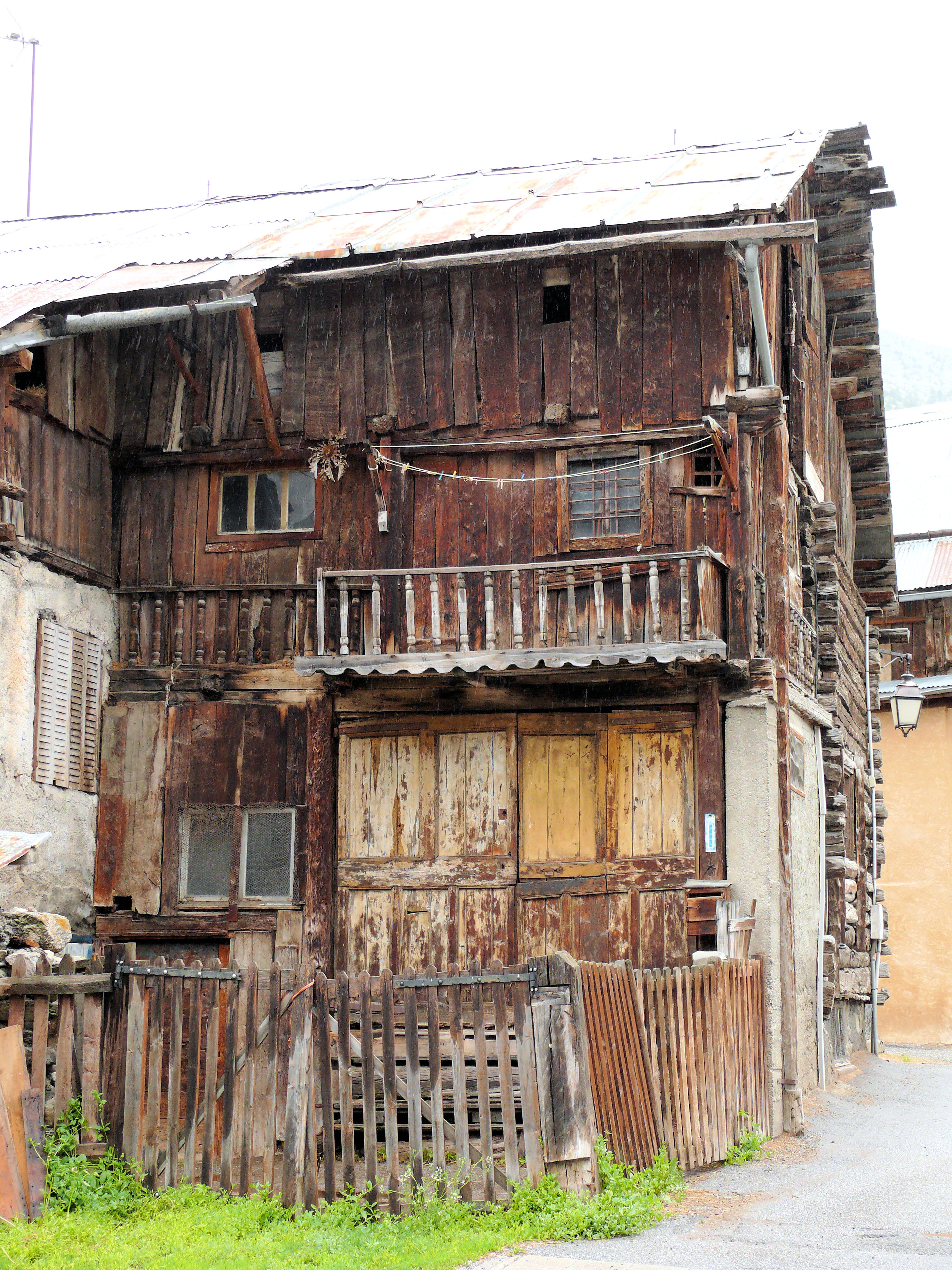
Maison-Fournier.
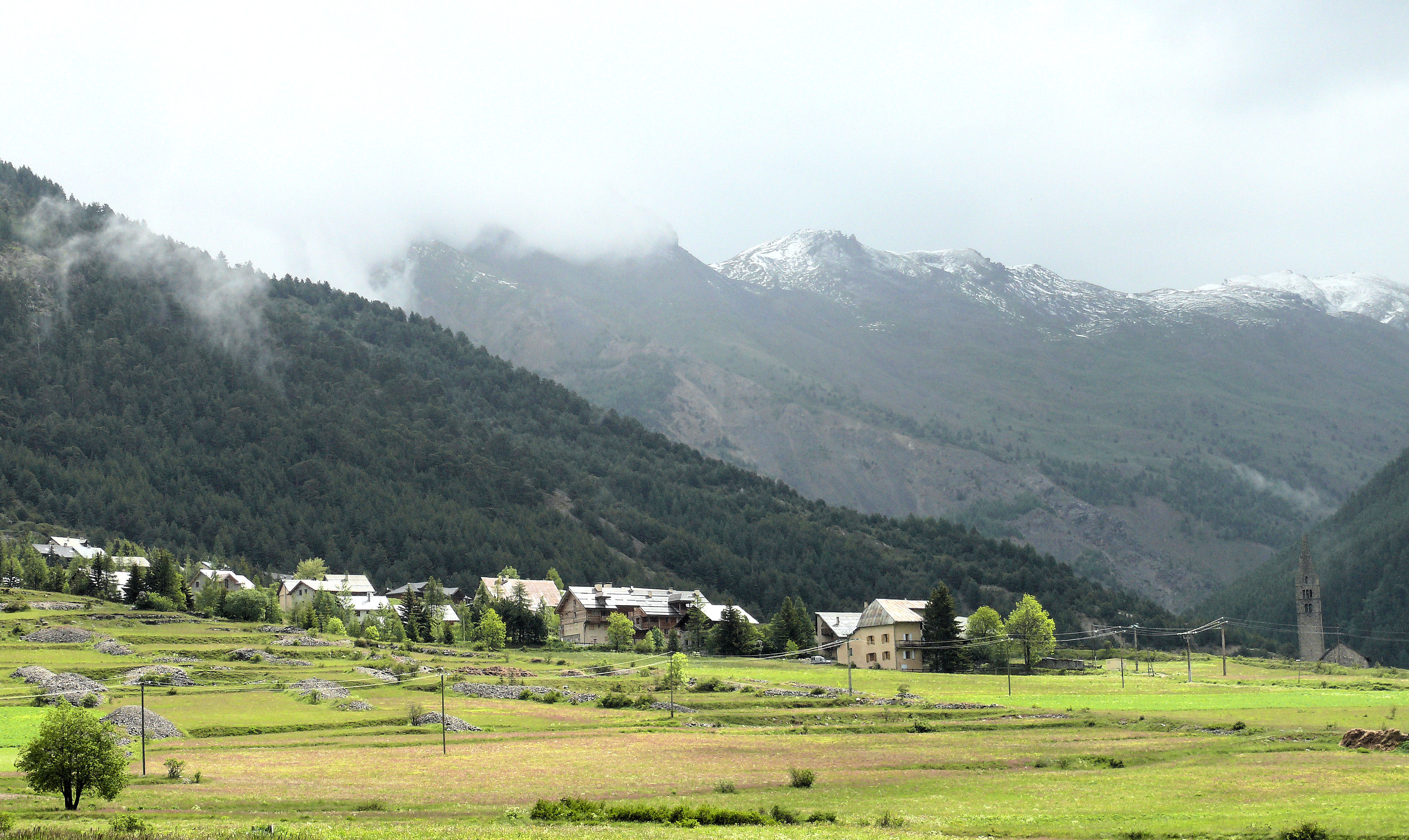
Le hameau de la Clapière et l'église Sainte-Cécile.
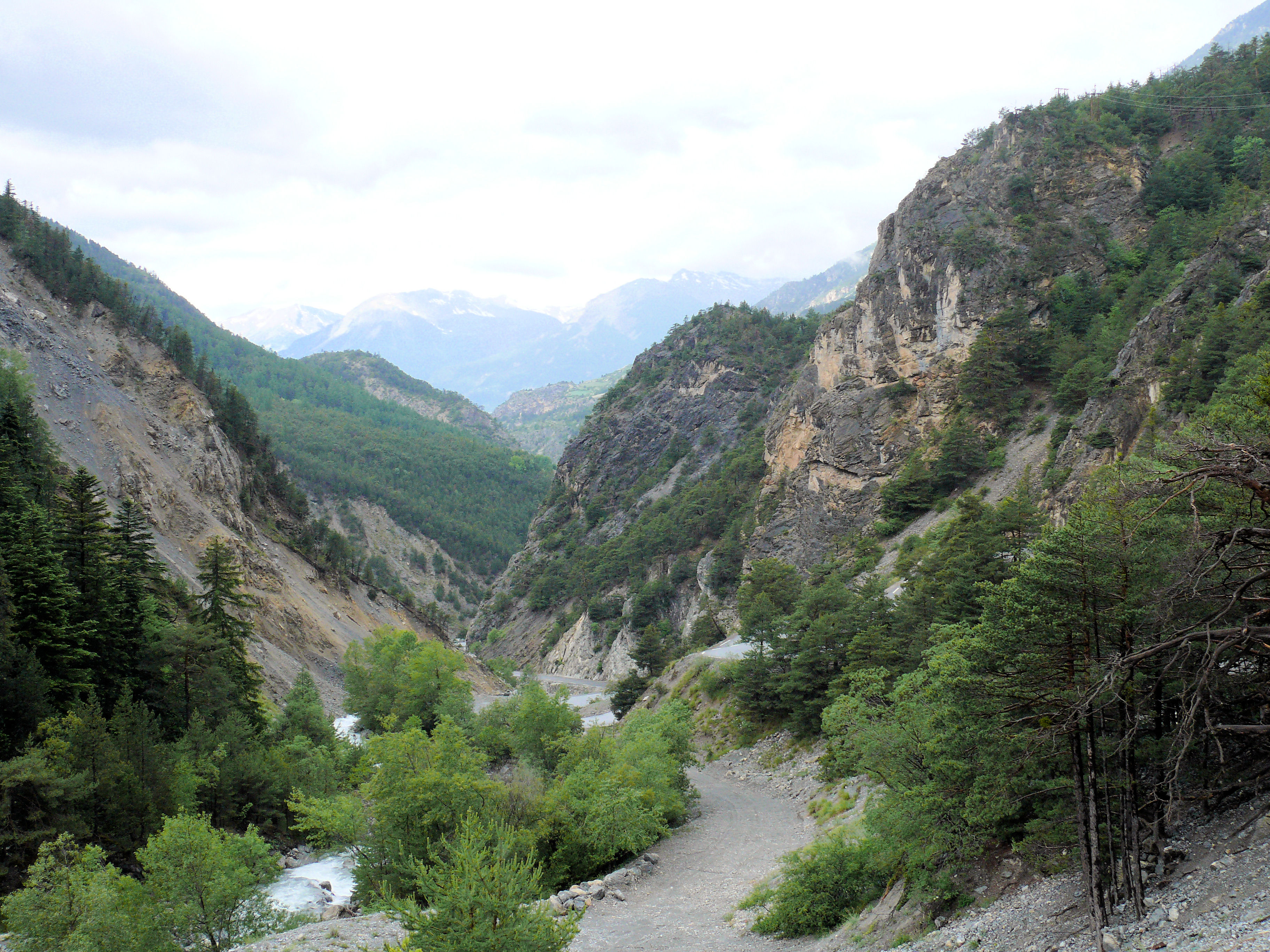
La vallée du torrent Cristillan.

### Personnalités liées à la commune
- La famille du cardinal et ministre Pierre Guérin de Tencin et de sa sœur, la fameuse salonnière et femme de lettres, Mme de Tencin, était originaire de Ceillac.
- Edmond Pascal, né à Ceillac en 1889, instituteur et professeur, puis résistant durant la Seconde Guerre mondiale (président du comité départemental de la Libération des Hautes-Alpes et fondateur du mouvement Combat dans le département). Il devient préfet des Hautes-Alpes à la Libération en 1944.
- Philippe Lamour, maire de Ceillac, qui prend plusieurs initiatives conjuguant agriculture et tourisme : la station de ski de Ceillac, syndicat intercommunal du Queyras, parc naturel régional du Queyras[32].

### Héraldique
| Blason de Ceillac | Blason  | D'argent au chevron de gueules accompagné de trois têtes d'aigles arrachées de sable, lampassées de gueules et allumées de sinople. |
| Blason de Ceillac | Détails | Le statut officiel du blason reste à déterminer.                                                                                    |